# 카펠라
좌표:  05h 16m 41.3591s, +45° 59′ 52.768″
카펠라는 마차부자리에서 가장 밝은 별이다. 밤하늘에서 여섯 번째로 밝고 북반구 밤하늘에서는 아크투루스와 베가 다음으로 세 번째로 밝다. 별의 이름 카펠라(Capella)는 '새끼 염소'라는 뜻으로, 라틴어로 염소를 뜻하는 capra의 지소사(새끼를 나타내는 단어)에서 유래한 것이다. 별자리 내에서 가장 밝기 때문에 바이어 명명법으로 마차부자리 알파(α Aurigae, α Aur)로 표기한다. 맨눈으로는 홑별처럼 보이나 사실은 밝은 별 두 개와 어두운 별 두 개가 각각 쌍성을 구성하고, 이 두 계(系)가 다시 서로에 대해 공전하는 복잡한 구조이다. 두 쌍성 중 첫째 계는 분광형 G의 거성 두 개로 구성되어 있으며 둘 다 반지름이 태양보다 10배 정도 크다. 이들은 각각 카펠라 Aa, 카펠라 Ab로 불리며 주계열 단계를 벗어나 부풀어올라 적색 거성으로 진화하는 단계에 있는 것으로 보인다. 둘째 계는 적색 왜성 두 개로 구성되어 있으며 둘 다 질량이 각각 태양의 절반 수준이다. 이들은 각각 카펠라 H, 카펠라 L로 불린다. 망원경 시야상 이들 근처에는 카펠라 C~G, I~K로 명명된 항성들도 있으나 근처에 있는 것처럼 보일 뿐 카펠라 A, HL과는 관계없는 천체들이다. 카펠라 계와 지구와의 거리는 상대적으로 가까워 42.2 광년(12.9 파섹) 정도이다.

## 관측 역사
릭 천문대 소속이었던 윌리엄 캠벨은 분광사진기를 이용하여 카펠라를 관측하여 1899년 이 별이 쌍성계임을 공표했다. 그는 1896년 8월부터 이듬해 2월까지 찍은 사진건판을 대조하던 중, 9월과 10월 사이 도플러 이동이 푸른 색으로 나타났다가 11월부터 2월까지는 붉은 색으로 나타남을 발견했다. 여기에서 그는 지구에서 볼 때 카펠라 계 구성원이 가까워졌다가 멀어지는 것을 반복하고 있고 서로를 돌고 있음을 알아냈다. 캠벨과 거의 동시기인 1899년 7월 영국 천문학자 휴 뉴얼은 캠브리지 소재 25인치 망원경에 장착된 4프리즘분광기로 찍은 스펙트럼을 조합하여 관찰했고, 여기에서 카펠라가 쌍성계라는 결론을 내렸다.
이후 여러 관측자들은 카펠라 성계의 구성원을 분리하여 상(傷)을 얻으려 했으나 성공하지 못했다. 1919년 존 앤더슨과 프랜시스 피스는 윌슨 산 천문대에서 간섭계를 이용하여 카펠라 구성원의 상을 분리하여 촬영하는 데 성공했으며 1920년 전년도 관측자료에 기초하여 두 항성의 궤도 자료를 발표했다. 또 이 관측은 태양계 바깥 천체를 간섭계를 이용하여 측정한 최초 사례이기도 했다. 매우 정교한 궤도자료는 약 80년 후인 1994년 같은 장소인 윌슨 산 천문대에서 마크III 항성간섭계를 이용해 얻었다. 1995년 9월 캠브리지 광학구경합성망원경으로 카펠라를 관측, 광학간섭계로 사진을 찍은 최초의 천체에 이름을 올렸다.
1914년 핀란드 천문학자 랑나르 푸루흐옐름(Ragnar Furuhjelm)은 밝은 분광쌍성을 돌고 있는 동반천체가 있음을 발견했는데, 밝은 쌍성과 고유운동이 비슷했기 때문에 물리적으로 묶여 있을 것으로 추측했다. 1936년 2월 칼 스턴스는 이 어두운 동반천체 자체가 쌍성이라고 주장했으며 같은 해 9월 제러드 카이퍼는 스턴스의 주장을 입증해냈다.

## 가시성
카펠라는 황백색으로 빛나며 대낮에 망원경으로 관측하면 노란 별빛이 푸른 하늘과 대비되어 더욱 또렷하게 보인다. 마차부자리에서 가장 밝은 별이며 밤하늘에서는 여섯 번째, 북반부 하늘에서는 아크투루스와 베가에 이어 세 번째로 밝다. 북위 40도 이북에서 맨눈으로 보이는 별 중에서는 네 번째로 밝다. 21만 년 ~ 16만 년 전에는 겉보기 등급 -1.8로 밤하늘에서 가장 밝게 빛났다. 21만 년 이전에는 겉보기 등급은 약 -1.1이었고 가장 밝은 별은 알데바란이었다. 이 당시 카펠라와 알데바란은 지금보다 가까이 붙어 있었고 북극성처럼 보였을 것이다.
요한 바이어의 1603년 저작 우라노메트리아(Uranometria)에서 카펠라는 마차부의 등 부분이고 '꼬마들'(엡실론, 제타, 마차부자리 에타)로 알려진 별 셋이 그리는 삼각형으로부터 북서쪽으로 수 도 위에 자리잡고 있다. 카펠라는 1등급 별 중 북극에서 제일 가깝다. 위도상 이 별은 남위 44도보다 내려간 곳에서는 지평선 아래로 내려간다. 따라서 뉴질랜드, 아르헨티나, 칠레 최남단과 포클랜드 제도에서는 카펠라를 볼 수 없다. 거꾸로 북위 44도 이북에서는 주극성이 되어 천구북극을 중심으로 하늘을 회전하므로 지평선 아래로 지지 않는다. 따라서 영국과 스칸디나비아 반도 전역, 프랑스와 캐나다 대부분 지역, 미국 최북단에서는 1년 내내 카펠라를 관측할 수 있다. 카펠라와 베가는 천구북극을 가운데 놓고 서로 반대방향에 있어서 두 별 사이에 가상의 선을 그으면 폴라리스 옆을 선이 스쳐 지나가는 것처럼 보인다.

### 엑스선원
미국은 1962년 9월 20일, 1963년 3월 15일 두 번에 걸쳐 에어로비 로켓을 쏘아올렸다. 첫 번째 기체는 마차부자리 방향으로 적경 05h 09m, 적위 +45°에서 엑스선원을 감지, 확인했다. 엑스선원은 에러 박스 내 있는 카펠라로 확인되었다. 두 번째 로켓은 훨씬 더 수월하게 카펠라의 엑스선 방출을 감지했다. 1974년 4월 5일 카펠라에서 나오는 엑스선을 탐지했는데, 이 날은 항성 엑스선 천문학이 첫발을 내디딘 날로 기록되었다. 이 날 탐사 로켓은 항성 감지기가 카펠라를 향해 탑재체축(payload axis)을 맞추면서 자세제어장치를 미세하게 조정했다. 관측기간에 걸쳐 항성 감지기에 맞춰 조정된 반사거울시스템에 감지된 엑스선의 양은 0.2 ~ 1.6 킬로 전자볼트였다. 카펠라가 뿜은 엑스선의 광도(Lx)는 ~1024 W (1031 erg s−1)로 태양보다 1만 배 밝았다.
카펠라가 방출하는 엑스선은 별 주변 코로나에서 만들어지는 것으로 보인다. 카펠라는 ROSAT 엑스선원으로 등록되어 있으며 표기는 1RXS J051642.2+460001이다. HEAO 1가 입수한 카펠라의 엑스선 스펙트럼으로부터 코로나 온도가 매우 높음을 알아냈는데, 이는 카펠라의 코로나가 자유롭게 흐르는 항성풍이 아니라 자기밀폐 상태에 있음을 의미한다.

## 항성계

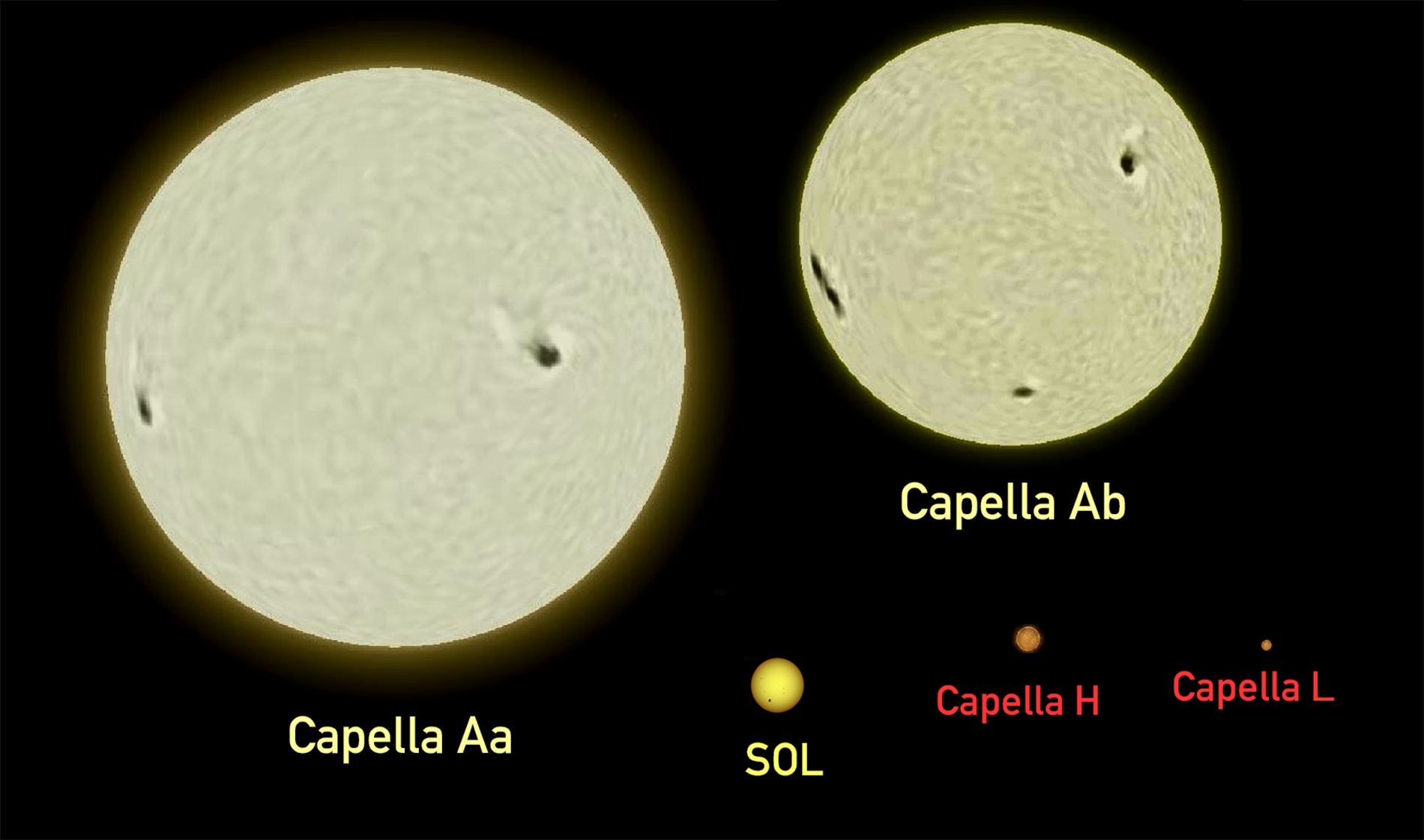
카펠라 항성계의 구성원들과 태양의 크기를 비교한 것. 두 개의 큰 별은 카펠라 Aa와 Ab이며, 붉은색 점들은 적색 왜성으로 카펠라 H과 L이다.

카펠라 항성계는 밝은 거성 둘로 이루어진 쌍성계를 다시 먼 곳에서 적색 왜성 쌍성계가 돌고 있는 복잡한 체계이다. 밝은 거성 둘의 이름은 각각 카펠라 Aa와 카펠라 Ab이며 적색 왜성 둘의 이름은 각각 카펠라 H와 카펠라 L이다. 다만 카펠라 C부터 G는 우리 눈에 근처에 있는 것처럼 보일 뿐 중력으로 묶여 있지 않아 관계 없는 천체들이다. 히파르코스 위성이 측정한 연주시차는 76.2 밀리초각에 오차범위는 0.46 밀리초각으로 여기에서 계산한 지구로부터 카펠라 계까지의 거리는 42.8 광년(13.12 파섹)이며 오차범위는 0.3 광년(0.09 파섹)이다.
미국 천문학자 올린 에겐은 논문에서 고유운동과 시차를 분석하여 카펠라가 히아데스 이동성군(히아데스 성단처럼 같은 방향으로 움직이는 별의 무리)에 속해 있음을 알아냈다. 그는 카펠라 계를 구성하는 밝은 별 둘의 나이가 비슷하고 질량은 각각 태양의 2.5배 정도에 주계열 단계를 떠나 적색 거성으로 부풀어오르는 중간단계에 있음을 발견했다. 에겐은 이 두 별에 각각 분광형 G8III과 G0III을 붙였으나, 두 별의 나이가 같다고 가정했을 경우 분광형이 서로 다른 것을 설명할 수 없었다. 그는 뜨거운 쪽(G0III)은 이미 적색 거성 단계를 거친바 있고 수축하여 뜨거워지는 단계에 있다고 해석했다.

### 밝은 쌍성계
카펠라를 이루는 두 쌍성계 중 밝은 쪽은 분광형 G의 거성 둘로 구성되어 있다. 2009년 Torres 연구진은 이들을 관측하여 나온 분광사진기와 간섭계 자료를 모두 검토하여 구성원의 물리적 수치를 계산해냈다. 둘의 공전주기는 104일이었으며 밝은 쪽 카펠라 Aa의 표면온도는 약 4920 ± 70 켈빈, 반지름은 태양의 11.87 ± 0.56 배, 질량은 태양의 약 2.466 ± 0.018 배, 밝기는 모든 파장에서 방출하는 빛을 전부 합쳐서 태양의 79.5 ± 4.8 배였다. 어두운 쪽 카펠라 Ab의 표면온도는 약 5680 ± 70 켈빈, 반지름은 태양의 8.75 ± 0.32 배, 질량은 태양의 약 2.443 ± 0.013 배, 밝기는 72.1 ± 3.6 배였다. 2011년 Weber-Strassmeier는 3년 반 넘는 기간 동안 찍은 회절격자 438개를 검토한 후 Aa와 Ab의 질량을 구했는데 그 값은 각각 태양의 2.573 ± 0.009, 2.488 ± 0.008 배였다. 이들이 측정한 카펠라의 밝기는 모든 파장에서의 방출량으로 가시광선으로만 한정하면 그 값은 작아져서 Aa는 겉보기 등급 0.91, Ab는 0.76이다.
카펠라 Aa-Ab 계는 사냥개자리 RS형 변광성으로 분류할 수 있는데 이는 두 별 모두 표면에 거대한 흑점이 있어 채층 활동이 활발하다는 뜻이다. 특이한 점은 더 뜨거운 쪽인 카펠라 Ab의 대기 활동이 더 활발하다는 것이다. 여기에서 Ab는 각운동량을 바꿔서 대류층을 두껍게 만드는 헤르츠스프룽 틈 단계에 있는 것으로 보인다.
지구에서 봤을 때 어느 별도 서로를 가리지 않는 것으로 보아 Aa-Ab 계는 식쌍성은 아니다. 두 별은 약 1억 킬로미터 떨어져 있고 공전주기는 약 104일이다. 이들의 질량으로 미루어 보아 주계열 단계였을 시절 베가와 비슷한 A형 주계열성이었을 것이다. 이들은 주계열 단계를 벗어나 수백만 년의 기간에 걸쳐 부풀어오르고 표면온도는 내려가나 전체적으로 밝아지면서 적색 거성이 될 것이다. 둘 중 조금 더 무거운 Aa는 중심부에서 헬륨을 태워 탄소와 산소를 만드는 단계에 돌입했으나 가벼운 쪽은 아직 거기까지는 이르지 않은 것으로 보인다.

### 어두운 쌍성계
쌍성계 둘 중 어두운 쪽은 적색 왜성 둘로 이루어진 쌍성이다. 밝은 쌍성계로부터는 약 1만 천문단위 떨어져 있다. 이 계의 공전궤도 중 약 30도 정도만이 분석되어 있으나 여기에서 온전한 전체 궤도를 추정하면 이들이 밝은 쌍성계를 1회 공전하는 데 걸리는 시간은 약 400년이다.

## 생명체 거주가능 환경
카펠라 A 계로부터 지구처럼 표면에 액체 물이 존재할 환경이 조성될 수 있는 영역은 Aa와 Ab의 질량 중심으로부터 12.5 천문단위 근처이다. 구성원 둘은 진화가 진척된 단계로 과거 지구 비슷한 행성이 이들을 돌고 있었더라도 현재 그 행성은 쌍성이 뿜는 열기 때문에 황폐해졌을 것이다.
대신 적색 왜성계 H와 L의 경우 둘 다 주계열 단계에서 오래 살며 안정된 공전궤도를 유지시켜 주기 때문에, 조석고정이나 플레어 폭발처럼 생명체에 유해한 변수를 제외하면 A 계보다 생명체가 태어나기에 적합한 환경을 마련해 준다. 둘 중 더 밝은 H의 생명체 거주가능띠는 항성으로부터 0.11 천문단위 거리에 형성되며 지구 비슷한 행성은 H를 24.4일에 1회 공전할 것이다. 어두운 L의 거주가능영역 거리는 별로부터 0.022 천문단위(지구~달 거리의 약 8.56배)이며 행성의 1년은 7.8일에 불과할 것이다.

## 카펠라에서 본 하늘
만약 인류가 카펠라 계(系) 내 가상의 외계 행성에 서서 밤하늘을 바라본다고 가정하면 일부 별들의 밝기 및 배치가 지구에서 볼 때와는 많이 달라진 것을 목격하게 될 것이다. 이는 지구와 가까운 몇몇 별들의 방위와 거리가 카펠라 계로 오면서 크게 달라지기 때문이다.
시리우스는 카펠라와 약 40 광년 떨어져 있어 겉보기 등급이 1.92까지 떨어지므로 지구에서와는 달리 밤하늘에서 가장 밝은 별이 아니다. 카펠라에서 가장 밝게 보이는 별은 카노푸스로 겉보기 등급은 -0.55이고 그 다음은 37 광년 떨어진 알데바란으로 -0.4의 밝기로 보일 것이다. 세 번째는 카펠라 계에서 두 번째로 가까우면서(4.6 광년) 태양과 비슷한 마차부자리 람다로 -0.07 밝기로 빛날 것이다. 25 광년 떨어진 육중성계 카스토르는 지구에서 볼 때보다 훨씬 밝아서 0.07 등급으로 보일 것이다. 오리온자리의 초거성 리겔, 베텔게우스는 카스토르보다 약간 어둡게 보일 것이다. 베가는 시리우스처럼 지구에서 볼 때보다 훨씬 어두워질 것이다. 그 이유는 지구와의 거리가 거의 두 배(50 광년)로 멀어져 겉보기 등급이 +1.57까지 올라가기 때문이다. 아크투루스는 카펠라로부터 62 광년 떨어져 있어 밝기는 지구에서 볼 때보다 1등급 어둡게 보일 것이다.(+1.10)
태양은 밤하늘에서 전갈자리 꼬리 부분과 제단자리 근처에서 맨눈으로 겨우 볼 수 있는 5.4 등급으로 어둡게 빛날 것이며, 사르가스와 가까이 있는 것처럼 보일 것이다.
카펠라 H 또는 L을 도는 가상의 외계행성에서는 노란색 거성 둘이 뿜는 빛이 밤하늘을 압도할 것이다. 거성 계와의 거리는 1만 천문단위로 맨눈으로 Aa와 Ab를 분리하여 볼 수는 없을 것이다. 따라서 두 별의 빛은 합쳐서 하나처럼 보일 것이며 그 밝기는 보름달과 비슷한 -12.6 등급이 될 것이다. 카펠라 H/L은 서로 평균 약 48 천문단위 떨어져 있는데, 둘 중 L은 H보다 반지름은 크나 어두운데 H를 도는 행성에서 바라본 L은 -14.2 등급으로 빛날 것이다.

## 어원 및 문화

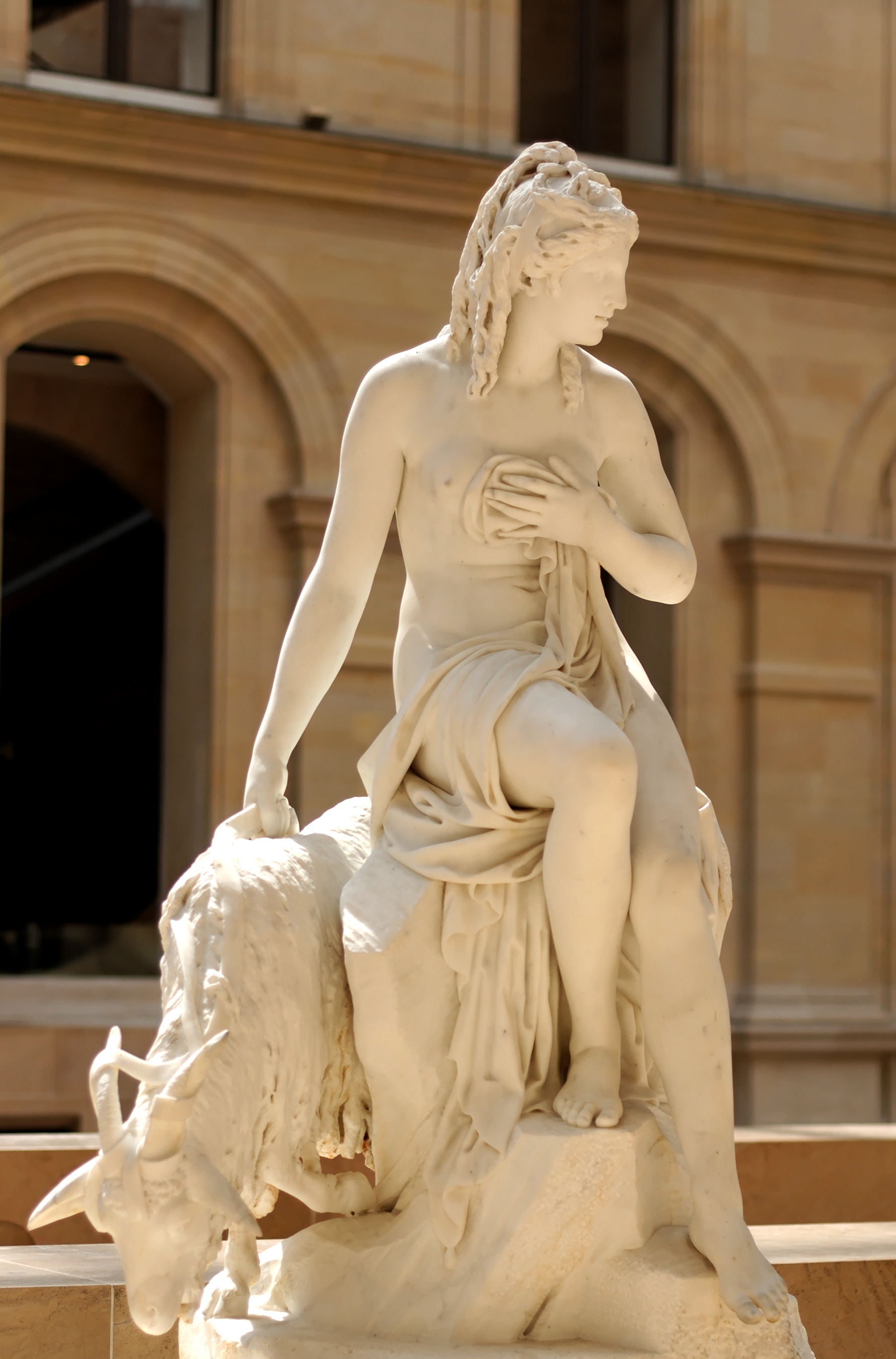
염소 아말테이아와 제우스 상. 파리 루브르 박물관, 피에르 쥘리앙 작품.

이름 카펠라는 라틴어로 염소 Capra의 지소사 Capella에서 온 것으로 그 의미는 '암컷 염소새끼'이다. 카펠라는 전통적으로 별자리의 마차부 왼쪽 어깨에 해당하는 별이며 또는 2세기 천문학자 프톨레미의 저작 알마게스트(Almagest)에 따르면 마차부가 데리고 있는 염소에 해당한다. 그리스 신화에서 카펠라는 제우스에게 젖을 먹인 염소 아말테이아를 상징하기도 한다. 이후 제우스는 이 염소의 뿔을 의도치 않게 부러뜨렸는데, 부러진 뿔에는 그 주인이 바라는 것은 무엇이든지 채워주는 힘이 있어 이를 코르누코피아(풍요의 뿔)로 불렀다고 한다. 카펠라는 마차부자리 엡실론, 마차부자리 제타, 마차부자리 에타와 함께 별자리를 구성하는데 이 중 제타와 에타는 '하에디'(Haedi, 꼬마)로 불렸다. 카펠라는 보통 아말테이아를 상징하였으나 종종 아말테이아의 주인 님프와 엮이는 경우도 있었다. 님프의 전설에 따르면 이 염소의 외모가 고르곤을 닮아 흉측한 이유는 티탄이 제우스에게 패배한 뒤 제우스가 염소의 가죽을 벗겨 아이기스를 만들었기 때문이라고 한다. 마차부자리를 구성하는 '세 마리 염소' 별은 원래 별개의 별자리에 속해 있었으나 2세기 프톨레미가 저작 알마게스트에서 염소별과 마차부자리를 합쳤다. 그 이전에도 카펠라는 독자적 별자리의 일원으로 언급된 적이 있는데, 대 플리니우스와 마르쿠스 마닐리우스는 카펠라를 카프라, 카페르, 히르쿠스 등으로 불렀다. 어떤 이름이라도 카펠라는 '염소별'이라는 속성과 연결되어 있었다.
기원전 20세기 아카드어로 기록된 명문에 카펠라로 추정되는 내용이 남아 있다. 고대 메소포타미아에는 언월도(偃月刀) 또는 갈고리라는 의미를 지닌 '감' 별자리가 있었다. '감'은 물.아핀에서 '감룸' 또는 '물.감'으로 불리기도 했는데, 이는 카펠라 별 하나 혹은 마차부자리 전체를 상징했던 것으로 추측된다. '감'은 염소 떼 또는 목자를 상징하기도 했다. '감'을 별자리로 볼 경우 구성원 중 밝은 별은 엘나스를 빼고 현대 마차부자리와 일치한다. 엘나스는 오래 전부터 황소자리와 마차부자리 양쪽에 모두 속해 있었다.
중세에는 '알하이오스', '알하이오르', '알사이오트', '알하이세트', '알하토드', '알호이에트', '알라낙', '알라나트', '알리옥' 등으로 불렸으나 보편적으로 불렸던 이름은 아니었다. 이 이름들은(특히 '알리옥') 아랍어 이름 العيوق(알-아이크)가 변질된 발음으로 보인다. '아이크'는 고유한 아랍어로 보이지 않으며 그리스어 αίξ(아익스, '염소')가 아랍어 형태로 바뀐 것으로 보인다. 참고로 현대 그리스어로 Αίγα(아이가)는 '암염소'를 뜻한다. 네게브 사막이나 시나이반도에 사는 베두인 족은 카펠라가 플레이아데스의 위치를 알려주는 역할을 하기 때문에 '알-아이크 아스-투라이야'라고 불렀고 그 뜻은 '플레이아데스의 카펠라'이다. 아랍어권에서는 '알-라키브'로 부르기도 했는데 이는 그리스어 '수레를 끄는 자'를 아랍어로 번역한 것이다.
베두인 천문학자들은 별 하나마다 동물 하나씩을 연결하여 동물 무리로 별자리를 만들었다. 이들은 마차부자리를 염소 떼와 연결하였는데, 염소는 그리스 신화에도 쓰인 소재였다.
마케도니아 전승에서는 Jastreb ('매')로 불려 왔는데, 높이 날다가 암탉(플레이아데스)과 수탉(나스)을 강하하여 낚아채려 하는 형상으로 보았다.
잉카 문명권에서는 케추아 언어로 '콜카'로 불렀다.
영국 문학작품에서는 여러 곳에서 '목자의 별'로 언급되기도 했다.
점성술에서는 도시와 군대의 명예와 부요함을 나타내는 징조로 여겼다. 중세에는 베헤니언 붙박이별 중 하나였으며 사파이어와 박하, 민트, 쑥, 맨드레이크를 상징했다. 하인리히 코르넬리우스 아그리파는 카펠라의 카발라 표식 을 '히르쿠스'(라틴어로 '염소')와 연결했다.
힌두교 신화에서 카펠라는 '브라흐마 흐리다야'(브라흐마의 심장)로 불린다.
동아시아 천문학에서 카펠라는 필수에서 마차부자리 베타, 이오타, 세타, 황소자리 베타와 함께 오거(五車, 간체자: 五车, 다섯 수레)를 이루는 별이다. 별자리에서 두 번째 별이었기 때문에 카펠라를 지칭하는 이름은 오거이(五車二, 간체자: 五车二)였다.
이누이트 족은 카펠라와 멘칼리난, 폴룩스와 카스토르 네 별이 '쿠투르주크' 별자리를 만들며, 별자리의 뜻은 '빗장뼈'로 네 별이 두 쌍을 이루어 한 쌍이 뼈 하나씩을 상징한다고 한다. 알래스카부터 서부 그린란드에 걸쳐 거주하는 이누이트는 이 별자리를 항해나 시간측정에 이용해 왔다.
하와이 원주민은 카펠라를 프로키온, 시리우스, 카스토르, 폴룩스와 함께 '케카오마칼리'(마칼리의 통나무배 바닥에 괸 물을 퍼내는 자) 별자리 구성원으로 인식했고 바다 항해에 이들을 이용했다. 카펠라의 단독명칭은 '호쿠-레이'(별 월계관)였다.
타히티 전승에 따르면 카펠라의 고유명칭은 '타히-아리'였으며 '파-누이'(마차부)의 부인이자 왕자 '타우루아'(금성, 밤하늘을 통나무배를 타고 가로지르는 자)의 어머니이다.
오스트레일리아 원주민 중 빅토리아 주 부롱 족의 전설에 따르면 카펠라의 이름은 '푸라'(캥거루)이며 하늘 근처 쌍둥이자리의 두 별 '유리'(카스토르)와 '완젤'(폴룩스)에게 쫓기다가 죽음을 당한다고 한다. 오스트레일리아 북부 와다만 족은 카펠라를 '야갈랄'(축제에 쓰는 고기의 비늘)로 부르며 근처 별 구왐바(큰입선농어, 알데바란)와 연결된 것으로 생각한다.

## 안시 동반성
지금까지 설명한 구성원 외에 카펠라 이름이 붙은 이중성은 여섯 개 더 있다. 그러나 이들은 우리 눈으로 볼 때 카펠라 옆에 있는 것처럼 보이는 것일 뿐, 실제로는 중력으로 묶여 있지 않아 관계가 없다. 자세한 내용은 아래 표를 참고할 것.
| 구성원 | 주인별 | 적경 (α) 역기점 J2000 | 적위 (δ) J2000  | 분리관측년도 | 주인별로부터의 각거리 | 주인별에 대한 위치각 | 겉보기 등급 (V) | 출처   |
| ------ | ------ | --------------------- | --------------- | ------------ | --------------------- | -------------------- | --------------- | ------ |
| B      | A      | 05h 16m 42.7s         | +46° 00′ 55″    | 1898         | 89.8″                 | 7°                   | 17.1            | SIMBAD |
| C      | A      | 05h 16m 35.9s         | +46° 01′ 12″    | 1878         | 130.5″                | 332°                 | 15.1            | SIMBAD |
| D      | A      | 05h 16m 40.1s         | +45° 58′ 07″    | 1878         | 73.2″                 | 194°                 | 13.6            | SIMBAD |
| E      | A      | 05h 16m 30.9s         | +46° 02′ 28″    | 1908         | 191.2″                | 326°                 | 12.1            | SIMBAD |
| F      | A      | 05h 16m 48.748s       | +45° 58′ 30.84″ | 1999         | 109.2″                | 136°                 | 11.7            | SIMBAD |
| G      | A      | 05h 16m 31.852s       | +46° 08′ 27.42″ | 2003         | 522.4″                | 349°                 | 8.06            | SIMBAD |

## 같이 보기
- 겉보기등급 순 항성 목록
- 가까운 밝은 별 목록

### 내용주
1. 1 2  이 값은 히파르코스 항성목록상 값을 SIMBAD가 미러링한 것으로 기준은 카펠라 Aa, Ab의 질량중심이다. Volume 1, The Hipparcos and Tycho Catalogues, European Space Agency, 1997, §2.3.4와 히파르코스 목록 entry(CDS ID I/239) 참고.
2. ↑  분광쌍성 중 주인별이고 질량이 짝별보다 크나, 더 차갑고 겉보기 밝기도 좀 더 어둡다. Hummel et al. 1994, §1 참고.
3. ↑  태양의 Z=0.02, 카펠라의 Z=0.008(Hummel et al. 1994, §6.3)에서 계산한 것이다.
4. ↑  폴라리스는 2등급이다.
5. 1 2  거리와 절대등급을 알면 겉보기 등급은 다음 공식을 통해 구할 수 있다.
{\displaystyle {\begin{smallmatrix}\ m=M-5+5\log _{10}d\end{smallmatrix}}}
여기에서 {\displaystyle {\begin{smallmatrix}\ d\end{smallmatrix}}}는 파섹으로 표시한 별까지의 거리이다.

### 참조주
1. 1 2 3 4  alf Aur -- Spectroscopic binary, database entry, SIMBAD.  Accessed on line December 23, 2008.
2. 1 2 3 4 5  HR 1708, database entry, The Bright Star Catalogue,  5th Revised Ed. (Preliminary Version), D. Hoffleit and W. H. Warren, Jr., CDS ID V/50.  2008-12-23 확인.
3. ↑  Sirius Matters, Noah Brosch, Springer: 2008, ISBN 1-4020-8318-1, p. 46.
4. 1 2 3  “Entry 05167+4600”. 2011년 8월 16일에 원본 문서에서 보존된 문서. 2015년 4월 26일에 확인함.
5. 1 2  Kaler, James (Jim) (1998년 12월 13일). “Capella”. 《Stars》. 2015년 2월 23일에 확인함.
6. 1 2  Torres, Guillermo; Claret, Antonio; Pavlovski, Krešimir; Dotter, Aaron (2015). “Capella (α Aurigae) Revisited: New Binary Orbit, Physical Properties, and Evolutionary State”. 《The Astrophysical Journal》 807: 26. arXiv:1505.07461. Bibcode:2015ApJ...807...26T. doi:10.1088/0004-637X/807/1/26.
7. 1 2  van Leeuwen, F. (November 2007). “Validation of the new Hipparcos reduction”. 《Astronomy and Astrophysics》 474 (2): 653–64. arXiv:0708.1752. Bibcode:2007A&A...474..653V. doi:10.1051/0004-6361:20078357.
8. 1 2 3 4 5 6  Hummel, C. A.; et al. (1994년 5월). “Very high precision orbit of Capella by long baseline interferometry”. 《The Astronomical Journal》 107 (5): 1859–1867. Bibcode:1994AJ....107.1859H. doi:10.1086/116995. .  §1 for spectral types, Table 1 for orbit, Table 5 for stellar parameters, §6.3 for the age of the system.
9. 1 2 3  Torres, Guillermo; Claret, Antonio; Young, Patrick A. (2009). “Binary Orbit, Physical Properties, and Evolutionary State of Capella (α Aurigae).”. 《The Astrophysical Journal》 700 (2): 1349–81. arXiv:0906.0977. Bibcode:2009ApJ...700.1349T. doi:10.1088/0004-637X/700/2/1349.
10. ↑  Strassmeier, K. G.; Fekel, F. C. (1990년 4월). “The spectral classification of chromospherically active binary stars with composite spectra”. 《Astronomy and Astrophysics》 230 (2): 389-404. Bibcode:1990A&A...230..389S. ISSN 0004-6361.
11. ↑  Mewe, R.; et al. (2001년 3월). “CHANDRA-LETGS X-ray observations of Capella. Temperature, density and abundance diagnostics”. 《Astronomy and Astrophysics》 368: 888–900. Bibcode:2001A&A...368..888M. doi:10.1051/0004-6361:20010026. ; see §1.
12. ↑  Capella, in The Hundred Greatest Stars, James B. Kaler, Springer, 2002, ISBN 0-387-95436-8 (§18), doi:10.1007/0-387-21625-1_19.
13. ↑  Campbell, William Wallace (October 1899). “The Spectroscopic Binary Capella”. 《Astrophysical Journal》 10: 177. Bibcode:1899ApJ....10..177C. doi:10.1086/140625.
14. ↑  Newall, Hugh Frank (December 1899). “Variable Velocities of Stars in the Line of Sight”. 《The Observatory》 22: 436–37. Bibcode:1899Obs....22..436N.
15. ↑  Newall, Hugh Frank (March 1900). “The Binary System of Capella”. 《Monthly Notices of the Royal Astronomical Society》 60: 418–20. Bibcode:1900MNRAS..60..418N.
16. ↑  Mason, B. (August 22–25, 2006). 〈Classical Observations of Visual Binary and Multiple Stars〉.   William I. Hartkopf; Edward F. Guinan; Petr Harmanec. 《Binary Stars as Critical Tools and Tests in Contemporary Astrophysics, Proceedings of the 240th Symposium of the International Astronomical Union, Held in Prague, Czech Republic》. Cambridge University Press. 88–96 [94]쪽. doi:10.1017/S1743921307003857. ISBN 0-521-86348-1.
17. ↑  Anderson, J.A. (1920). “Application of Michelson's Interferometer Method to the Measurement of Close Double Stars”. 《Astrophysical Journal》 51: 263–75. Bibcode:1920ApJ....51..263A. doi:10.1086/142551.
18. ↑  Modern Optical Interferometry, Astronomical Optical Interferometry: A Literature Review, Bob Tubbs, St. John's College, Cambridge, April 1997. Accessed on line December 30, 2008.
19. ↑  Baldwin, J.E.; Beckett, M.G.; Boysen, R.C.; Burns, D.; Buscher, D.F.; Cox, G.C.; Haniff, C.A.; Mackay, C.D.; Nightingale, N.S.; Rogers, J.; Scheuer, P.A.G.; Scott, T.R.; Tuthill, P.G.; Warner, P.J.; Wilson, D.M.A.; Wilson, R.W. (1996). “The first images from an optical aperture synthesis array: mapping of Capella with COAST at two epochs”. 《Astronomy and Astrophysics》 306: L13–L16. Bibcode:1996A&A...306L..13B..
20. ↑  Furuhjelm, Ragnar (April 1914). “Ein schwacher Begleiter zu Capella”. 《Astronomische Nachrichten》 (독일어) 197: 181. Bibcode:1914AN....197..181F. 4715.
21. ↑  Stearns, Carl L. (July 1936). “Note on duplicity of Capella H”. 《Astronomical Journal》 45 (1048): 120. Bibcode:1936AJ.....45..120S. doi:10.1086/105349..
22. ↑  Kuiper, Gerard P. (October 1936). “Confirmation of the Duplicity of Capella H”. 《Astrophysical Journal》 84: 359. Bibcode:1936ApJ....84Q.359K. doi:10.1086/143788.
23. ↑  Schaaf 2008, p. 146.
24. ↑  Schaaf 2008, p. 155.
25. ↑  Wagman, Morton (2003). 《Lost Stars: Lost, Missing and Troublesome Stars from the Catalogues of Johannes Bayer, Nicholas Louis de Lacaille, John Flamsteed, and Sundry Others》. Blacksburg, Virginia: The McDonald & Woodward Publishing Company. 503쪽. ISBN 978-0-939923-78-6.
26. ↑  Schaaf 2008, p. 151.
27. ↑  Burnham 1978, p. 261.
28. ↑  Arnold, H.P. (1999). 《The Photographic Atlas of the Stars》. Bristol, UK: IOP Publishing Ltd. 68쪽. ISBN 0750306548.
29. ↑  Fisher, Philip C.; Meyerott, Arthur J. (1964). “Stellar X-Ray Emission”. 《Astrophysical Journal》 139 (1): 123–42. Bibcode:1964ApJ...139..123F. doi:10.1086/147742.
30. 1 2 3  Catura, R.C.; Acton, L.W.; Johnson, H.M. (1975). “Evidence for X-ray emission from Capella”. 《Astrophysical Journal》 196 (pt.2): L47–49. Bibcode:1975ApJ...196L..47C. doi:10.1086/181741.
31. ↑  Ishibashi, Kazunori; Dewey, Daniel; Huenemoerder, David P.; Testa, Paola (2006). “Chandra/HETGS Observations of the Capella System: The Primary as a Dominating X-Ray Source”. 《The Astrophysical Journal》 644 (2): L117–L120. Bibcode:2006ApJ...644L.117I. doi:10.1086/505702.
32. ↑  Güdel, Manuel (2004). “X-ray astronomy of stellar coronae” (PDF). 《The Astronomy and Astrophysics Review》 12 (2–3): 71–237. arXiv:astro-ph/0406661. Bibcode:2004A&ARv..12...71G. doi:10.1007/s00159-004-0023-2. 2011년 8월 11일에 원본 문서 (PDF)에서 보존된 문서. 2015년 4월 24일에 확인함.
33. 1 2 3  Ayres, T. R. (1984).  Sallie L. Baliunas, Lee Hartmann, 편집. 《Cool Stars, Stellar Systems, and the Sun: Proceedings of the Third Cambridge Workshop on Cool Stars, Stellar Systems, and the Sun, Held in Cambridge, Massachusetts, October 5–7, 1983》. Lecture Notes in Physics 193. Berlin/Heidelberg: Springer-Verlag. 202–204쪽. Bibcode:1984LNP...193..202A. doi:10.1007/3-540-12907-3_204. ISBN 978-3-540-12907-3.
34. 1 2  The Brightest Stars: Discovering the Universe through the Sky's Most Brilliant Stars, Fred Schaaf, Hoboken, New Jersey: John Wiley & Sons, 2008, ISBN 978-0-471-70410-2; see pp. 153–155.
35. ↑  Eggen, Olin J (1960). “Stellar Groups, VII. The Structure of the Hyades Group”. 《Monthly Notices of the Royal Astronomical Society》 120: 540–62. Bibcode:1960MNRAS.120..540E. doi:10.1093/mnras/120.6.540.
36. 1 2  Weber, M.; Strassmeier, K.G. (2011). “The Spectroscopic Orbit of Capella Revisited”. 《Astronomy & Astrophysics》 531: id.A89 (5 pp.). arXiv:1104.0342. Bibcode:2011A&A...531A..89W. doi:10.1051/0004-6361/201116885.
37. 1 2 3 4 5  GJ 195 A -- High proper-motion Star, database entry, SIMBAD.  Accessed on line December 23, 2008.
38. 1 2 3  GJ 195 B -- High proper-motion Star, database entry, SIMBAD.  Accessed on line December 23, 2008.
39. 1 2 3 4 5  Leggett, S. K.; F. Allard, Graham Berriman, Conard C. Dahn, Peter H. Hauschildt (1996년 5월). “Infrared Spectra of Low-Mass Stars: Toward a Temperature Scale for Red Dwarfs”. 《Astrophysical Journal Supplement》 104: 117–143. Bibcode:1996ApJS..104..117L. doi:10.1086/192295. ; Tables 3, 6, 7 참고.
40. ↑  Johnson, H. M. (1983). “Origins and ages of X-ray-luminous dwarf M stars”. 《Astrophysical Journal》 273: 702. Bibcode:1983ApJ...273..702J. doi:10.1086/161405.
41. ↑  Fischer, Debra A.; Geoffrey W. Marcy (1992년 9월 1일). “Multiplicity among M dwarfs”. 《The Astrophysical Journal》 396 (1): 178–194. Bibcode:1992ApJ...396..178F. doi:10.1086/171708. ; Table 1을 참고.
42. ↑  Heintz, W. D. (1975년 1월). “Parallax and motions of the Capella system”. 《Astrophysical Journal》 195: 411–412. Bibcode:1975ApJ...195..411H. doi:10.1086/153340.
43. 1 2  Solstation-Capella 2015-05-11 확인.
44. 1 2 3 4  셀레스티아에 내장된 시뮬레이터로 계산
45. ↑  1만 천문단위 거리에서 카펠라 Aa와 Ab의 밝기는 각각 -11.83, -11.96이다. 둘을 합친 밝기는 다음 공식으로 구할 수 있다.
{\displaystyle {\begin{smallmatrix}m_{f}=-log_{2.512}\left(2.512^{-m_{1}}+2.512^{-m_{2}}\right)\!\ \end{smallmatrix}}}
여기에서 {\displaystyle {\begin{smallmatrix}m_{f}\end{smallmatrix}}}는 둘을 합친 겉보기 등급, {\displaystyle {\begin{smallmatrix}m_{1}\end{smallmatrix}}}와 {\displaystyle {\begin{smallmatrix}m_{2}\end{smallmatrix}}}는 각각 쌍성계 구성원 1과 2의 겉보기 등급이다. Caglow Magnitude Arithmetic 보관됨 2012-02-01 - 웨이백 머신 참고.
46. ↑  Star-names and Their Meanings, Richard Hinckley Allen, New York: G. E. Stechert, 1899; see p. 86.
47. 1 2  Schaaf 2008, p. 152.
48. ↑  [[#CITEREFMooreTirion1997|]], 130–131쪽.
49. ↑  [[#CITEREFRidpathTirion2001|]], 86–88쪽.
50. ↑  Ridpath, Ian. “Auriga”. 《Star Tales》. self-published. 2014년 3월 4일에 확인함.
51. ↑  [[#CITEREFWinterburn2009|]], 131쪽.
52. ↑  [[#CITEREFAllen1899|]], 83–91쪽.
53. ↑  Allen 1899, p. 85.
54. ↑  Edward William Lane's Arabic-English
55. 1 2  Allen 1899, p. 87.
56. ↑  Bedouin Star-Lore in Sinai and the Negev, Clinton Bailey, Bulletin of the School of Oriental and African Studies, University of London 37, #3 (1974), pp. 580–596; see p. 595.
57. ↑  Rogers, John H. (1998). “Origins of the Ancient Constellations: I. The Mesopotamian traditions”. 《Journal of the British Astronomical Association》 108 (1): 9–28. Bibcode:1998JBAA..108....9R.
58. ↑  Cenev, Gjore. “Macedonian Folk Constellations”. 《Publications of the Astronomical Observatory of Belgrade》 85: 97–109.
59. 1 2 3 4  Allen 1899, p. 88.
60. ↑  The Philosophy of Natural Magic, Heinrich Cornelius Agrippa, Forgotten Books, 2008.
ISBN 1-60680-260-7; see p. 85.
61. ↑  (라틴어) De occulta philosophia, Henricus Cornelius Agrippa ab Nettesheym; edited and with commentary by Karl Anton Nowotny, Graz: Akademische Druck-u. Verlagsanstalt, 1967; see pp. 49, 209, 447.
62. ↑  AEEA 天文教育資訊網 보관됨 2011-07-16 - 웨이백 머신, Activities of Exhibition and Education in Astronomy, National Museum of Natural Science, Taiwan. Accessed on line December 31, 2008.
63. ↑  Exploring Ancient Skies: An Encyclopedic Survey of Archaeoastronomy, David H. Kelley, E. F. Milone, and Anthony F. Aveni, Birkhäuser, 2005, ISBN 0-387-95310-8; see p. 322.
64. ↑  香港太空 館 – 研究資源 – 亮星中英對照表 보관됨 2009-09-29 - 웨이백 머신, Hong Kong Space Museum. Accessed on line December 31, 2008.
65. ↑  MacDonald, John (1998). 《The Arctic Sky: Inuit Astronomy, Star Lore, and Legend》. Toronto, Ontario: Royal Ontario Museum/Nunavut Research Institute. 65–67쪽. ISBN 978-0-88854-427-8.
66. ↑  Brosch, Noah (2008). 《Sirius Matters》. Springer. 46쪽. ISBN 1-4020-8318-1.
67. ↑  Henry, Teuira (1907). “Tahitian Astronomy: Birth of Heavenly Bodies”. 《The Journal of the Polynesian Society》 16 (2): 101–04. JSTOR 20700813.
68. ↑  On the astronomy and mythology of the Aborigines of Victoria 보관됨 2011-06-06 - 웨이백 머신, W. E. Stanbridge, Proc. of the Philosophical Instituite of Victoria, Transactions 2 (1857), pp. 137–140; see p. 140.
69. ↑  Harney, Bill Yidumduma; Cairns, Hugh C. (2004) [2003]. 《Dark Sparklers》 Revis판. Merimbula, New South Wales: Hugh C. Cairns. 204–05쪽. ISBN 0-9750908-0-1.
70. ↑  Burnham's Celestial Handbook: An Observer's Guide to the Universe Beyond the Solar System, Robert Burnham, Courier Dover Publications, 1978, ISBN 0-486-23567-X; vol. 1, p. 264 참고.
71. ↑  SIMBAD query result, database entry, SIMBAD.  Accessed on line December 24, 2008.
72. ↑  BD+45 1077C -- Star in double system, database entry, SIMBAD.  Accessed on line December 24, 2008.
73. ↑  BD+45 1077D -- Star in double system, database entry, SIMBAD.  Accessed on line December 24, 2008.
74. ↑  BD+45 1077E -- Star in double system, database entry, SIMBAD.  Accessed on line December 24, 2008.
75. ↑  BD+45 1077F -- Star, database entry, SIMBAD.  Accessed on line December 24, 2008.
76. ↑  BD+45 1076 -- Variable Star, database entry, SIMBAD.  Accessed on line December 24, 2008.

## 참고 문헌
- Moore, Patrick; Tirion, Wil (1997). 《Cambridge Guide to Stars and Planets》 2판. Cambridge, United Kingdom: Cambridge University Press. ISBN 978-0-521-58582-8.
- Ridpath, Ian; Tirion, Wil (2001). 《Stars and Planets Guide》. Princeton, New Jersey: Princeton University Press. ISBN 978-0-691-08913-3.